# Prison of Desire
Prison of Desire é o álbum de estreia da banda neerlandesa de metal sinfônico After Forever, lançado em 24 de abril de 2000 através da Transmission Records.

## Antecedentes
Após tocarem apenas covers de outras bandas de metal desde a sua formação em 1995, o grupo decidiu investir em suas próprias composições autorais para o lançamento de um disco de estúdio. Com o recrutamento da soprano Floor Jansen em 1997, eles lançaram as demos Ephemeral e Wings of Illusion em 1999, adquirindo um contrato com o selo neerlandês Transmission, que na época gerenciava bandas como Vengeance e Ayreon. Desse momento em diante, deu-se início o processo de composição e produção de Prison of Desire.

## Composição

### Estilo musical
O álbum contém em sua sonoridade uma combinação de metal sinfônico, com elementos de música clássica e coros, e metal gótico, com passagens lentas e mais atmosféricas. O líder Sander Gommans citou as bandas Iced Earth e Dimmu Borgir como influências no som das guitarras do disco, enquanto o teclado foi fortemente inspirado em música clássica. Os vocais principais de Prison of Desire são executados por Floor Jansen (soprano), Gommans e Mark Jansen (guturais).

### Informações das faixas
O álbum originou uma série de composições escritas por Mark Jansen intitulada "The Embrace That Smothers". As faixas que fazem parte da saga são: "Mea Culpa", "Leaden Legacy", "Follow in the Cry" e "Yield to Temptation", e tiveram suas continuações nos discos The Phantom Agony (2003) e The Divine Conspiracy (2007), da banda Epica, outro projeto musical de Jansen. O tema principal dessas canções é o perigo da religião organizada na sociedade.
A faixa final "Beyond Me" também teve a participação de Sharon den Adel, vocalista da banda Within Temptation. A cantora chegou a performar a canção ao vivo com o After Forever em duas ocasiões: em Java Island em 22 de julho de 2005 (gravação de The Silent Force Tour), e Bathmen em 26 de maio de 2006, ambas cidades neerlandesas. Outras cantoras femininas como Astrid van der Veen e Simone Simons também já cantaram a canção ao vivo com o grupo.

## Produção

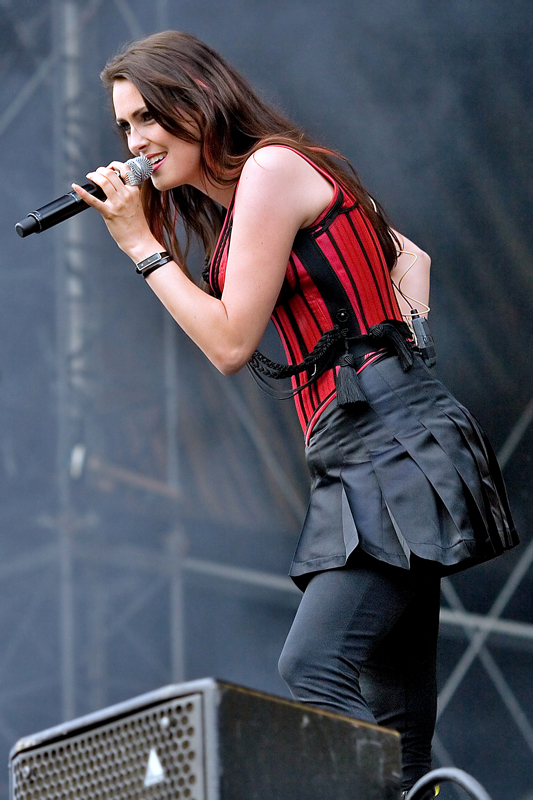
Sharon den Adel cantou na faixa "Beyond Me" em um dueto com Floor Jansen.

As gravações de Prison of Desire iniciaram em 17 de dezembro de 1999 no estúdio Excess, na cidade neerlandesa de Roterdã. Todo o processo durou um mês, finalizando em 16 de janeiro de 2000. No entanto, o guitarrista Mark relatou que as primeiras sessões de gravação com um coro de Haia foram um "fiasco", pois o condutor Boef Verhoef "não soube cooperar em uma gravação profissional, demonstrando traços ditatoriais". Verhoef ainda tentou remodelar as letras em latim e outras passagens musicais de acordo com sua própria vontade. Os membros então protestaram e a gravadora Transmission contratou outro coro, que gravou suas partes em fevereiro de 2000 no estúdio RS29 em Waalwijk. Segundo Mark, "os resultados dessa vez foram sublimes e soaram melhor do que qualquer outro coro".

## Lançamento e promoção
O disco foi finalmente liberado em 24 de abril de 2000, e a canção "Follow in the Cry" foi disponibilizada como um single. Uma edição expandida também foi lançada mais tarde em 2008, contendo versões instrumentais e alternativas, porém Gommans pediu em um fórum de discussão que os fãs não adquirissem tal edição.
Para promover o álbum, a banda realizou concertos ao vivo entre 2000 e 2001, com incidência maior nos Países Baixos e Bélgica. Eles também tocaram juntamente com o Nightwish e Within Temptation, outros dois grandes nomes na cena do metal sinfônico, em 6 de agosto de 2000 no festival Biebob em Geel. O vestido usado por Floor no festival Bospop em julho de 2000, também foi leiloado no website oficial do After Forever posteriormente.

## Recepção da crítica
| Críticas profissionais | Críticas profissionais |
| Avaliações da crítica  | Avaliações da crítica  |
| Fonte                  | Avaliação              |
| ---------------------- | ---------------------- |
| AllMusic               | [ 1 ]                  |
| Chronicle of Chaos     | 7.5 de 10 estrelas.    |

Prison of Desire foi bem recebido pela crítica especializada após o seu lançamento. O comentarista do AllMusic, Eduardo Rivadavia, disse que o álbum "é um primeiro estudo corajoso, ainda que imperfeito, sobre um empreendimento reconhecidamente assustador: unir o heavy metal com arranjos de rock progressivo e orquestração de música clássica", porém citou que a vocalista Floor Jansen e a banda ainda estavam se aperfeiçoando neste disco tanto na performance musical quanto nas composições, "trabalhando em elementos que os levariam à uma sequência mais satisfatória no triunfante Decipher".
Já Chris Flaaten do Chronicle of Chaos descreveu o som da banda como "uma ponte entre Within Temptation e Nightwish", e elogiou a participação da cantora Sharon den Adel na faixa "Beyond Me", descrevendo a canção como "provavelmente a mais bela do álbum".
Em 2021, foi eleito pela Metal Hammer como o 6.º melhor álbum de metal sinfônico de todos os tempos.

## Faixas
Todas as músicas compostas por Sander Gommans, Mark Jansen e Floor Jansen, exceto "Mea Culpa" por M. Jansen.
| N.º            | Título                                                      | Letras              | Duração |  |
| 1.             | "Mea Culpa (The Embrace That Smothers, Prologue)"           | M. Jansen           | 2:00    |  |
| 2.             | "Leaden Legacy (The Embrace That Smothers, Part I)"         | M. Jansen           | 5:07    |  |
| 3.             | "Semblance of Confusion"                                    | F. Jansen           | 4:09    |  |
| 4.             | "Black Tomb"                                                | F. Jansen           | 6:29    |  |
| 5.             | "Follow in the Cry (The Embrace That Smothers, Part II)"    | M. Jansen           | 4:06    |  |
| 6.             | "Silence From Afar"                                         | M. Jansen           | 5:52    |  |
| 7.             | "Inimical Chimera"                                          | F. Jansen           | 5:00    |  |
| 8.             | "Tortuous Threnody"                                         | F. Jansen           | 6:13    |  |
| 9.             | "Yield to Temptation (The Embrace That Smothers, Part III)" | M. Jansen           | 5:53    |  |
| 10.            | "Ephemeral"                                                 | M. Jansen           | 3:05    |  |
| 11.            | "Beyond Me" (part. Sharon den Adel)                         | M. Jansen F. Jansen | 6:11    |  |
| Duração total: | Duração total:                                              | Duração total:      | 54:50   |  |

| Edição japonesa |                                   |                |         |  |
| N.º             | Título                            | Letras         | Duração |  |
| 12.             | "Wings of Illusion" (versão demo) | F. Jansen      | 7:24    |  |
| Duração total:  | Duração total:                    | Duração total: | 61:29   |  |

| Edição chilena |                                         |         |  |
| N.º            | Título                                  | Duração |  |
| 12.            | "Silence From Afar" (edição para rádio) | 4:37    |  |
| Duração total: | Duração total:                          | 59:27   |  |

| Edição limitada |                                                                           |         |  |
| N.º             | Título                                                                    | Duração |  |
| 12.             | "Leaden Legacy (The Embrace That Smothers, Part I)" (versão instrumental) | 5:10    |  |
| Duração total:  | Duração total:                                                            | 60:00   |  |

| Edição expandida |                                                                                |         |  |
| N.º              | Título                                                                         | Duração |  |
| 12.              | "Wings of Illusion" (versão demo)                                              | 7:22    |  |
| 13.              | "Mea Culpa (The Embrace That Smothers, Prologue)" (versão instrumental)        | 2:01    |  |
| 14.              | "Mea Culpa (The Embrace That Smothers, Prologue)" (versão acapella)            | 1:50    |  |
| 15.              | "Semblance of Confusion" (versão instrumental)                                 | 4:07    |  |
| 16.              | "Follow in the Cry (The Embrace That Smothers, Part II)" (versão instrumental) | 4:05    |  |
| 17.              | "Follow in the Cry (The Embrace That Smothers, Part II)" (versão acapella)     | 1:20    |  |
| 18.              | "Silence from Afar" (versão demo)                                              | 5:55    |  |
| 19.              | "Wings of Illusion" (versão previamente não-lançada)                           | 7:21    |  |
| 20.              | "Follow in the Cry (The Embrace That Smothers, Part II)" (versão de sessão)    | 4:04    |  |
| 21.              | "Yield to Temptation (The Embrace That Smothers, Part III)" (versão de sessão) | 5:51    |  |
| 22.              | "Semblance of Confusion" (versão de sessão)                                    | 5:51    |  |
| 23.              | "Beyond Me" (versão de sessão; part. Sharon den Adel)                          | 6:13    |  |
| 24.              | "Black Tomb" (versão de sessão)                                                | 6:29    |  |
| 25.              | "Tortuous Threnody" (versão de sessão)                                         | 6:10    |  |
| 26.              | "Ephemeral" (versão de sessão)                                                 | 3:03    |  |
| 27.              | "Inimical Chimera" (versão de sessão)                                          | 4:58    |  |
| 28.              | "Silence From Afar" (versão de sessão)                                         | 5:50    |  |
| 29.              | "Mea Culpa (The Embrace That Smothers, Prologue)" (versão de sessão)           | 2:01    |  |
| 30.              | "Leaden Legacy (The Embrace That Smothers, Part I)" (versão de sessão)         | 5:04    |  |
| 31.              | "Wings of Illusion" (versão de sessão)                                         | 7:21    |  |

## Créditos
Os créditos foram adaptados do encarte do álbum Prison of Desire.
Banda
- Sander Gommans – guitarra, vocais
- Mark Jansen – guitarra, vocais
- Luuk van Gerven – baixo
- Floor Jansen – vocais
- Jack Driessen – teclado, sintetizadores
- Joep Beckers – bateria

Músicos convidados
- Caspar de Jonge – tenor (coro)
- Hans Cassa – baixo (coro)
- Melissa 't Hart – soprano (coro)
- Sharon den Adel – vocais (11)
- Yvonne Rooda – alto (coro)

Equipe técnica
- Carsten Drescher – design, layout
- Dennis Leidelmeijer – produção, engenharia
- Hans Pieters – produção, engenharia
- Hans van Vuuren – produção executiva, coordenação, pesquisa
- Oscar Holleman – gravação, produção do coro, mixagem
- Peter van 't Riet – masterização
- Stefan Schipper – fotografia